# 22769 Aurelianora
22769 Aurelianora è un asteroide della fascia principale. Scoperto nel 1999, presenta un'orbita caratterizzata da un semiasse maggiore pari a 3,1048817 au e da un'eccentricità di 0,1336188, inclinata di 3,04911° rispetto all'eclittica.
L'asteroide è dedicato a Aurelia e Nora Sposetti, figlie dello scopritore.